# Limba singaleză
Limba singaleză este limba maternă a singalezilor, un grup etnic din Sri Lanka în număr de circa 15 milioane, și este vorbită de asemenea și de alte grupuri etnice din această țară, în număr aproximativ de 3 milioane. Limba face parte din ramura indo-ariană a limbilor indo-europene. Singaleza este una din limbile oficiale și naționale din Sri Lanka, împreună cu limba tamilă.

## Etimologie
Termenul singalez (venit în română pe filieră franceză, din cingalais sau syngalais) are la origine cuvântul sanscrit siṃhala, devenit mai tîrziu sīhala. Primul său element, siṃha sau sīha, înseamnă „leu”.

## Sistem de scriere
Limba singaleză se notează cu un sistem de scriere propriu, de tip abugida. Fiecare caracter reprezintă o silabă formată în general dintr-o consoană însoțită de o vocală implicită; de exemplu caracterul ක este silaba ka, pronunțată [kə]. Cînd trebuie scrisă o silabă cu aceeași consoană dar cu altă vocală, caracterul se schimbă într-un anumit mod, sistematic, prin adăugarea unor semne diacritice (numite pilla) plasate în diverse poziții din vecinătatea caracterului.